# ISFJ

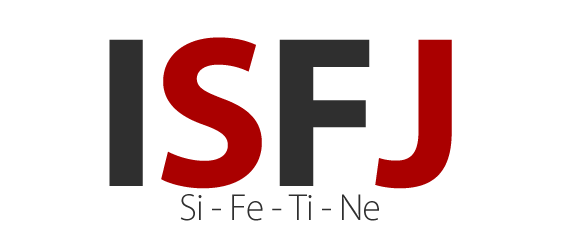
Logo ISFJ

ISFJ (Introversion, Sensing, Feeling, Judgment) je jeden z šestnácti osobnostních typů podle MBTI. Je označován jako Introvertní smyslový typ usuzující s převahou cítění.

## Stručný popis
Člověk s osobností typu ISFJ bývá citlivý, avšak může být až přecitlivělý, protože bývá v jádru křehký. Jedná se většinou o člověka zásadového, který neustále (anebo jen někdy) omylem klade potřeby druhých před své vlastní, a který se dokáže snadno urazit, přičemž se současně obává mnoha věcí, a to většinou zbytečně. Takový člověk se obvykle bojí být středem pozornosti, protože nerad riskuje a bývá trémista. Člověk tohoto typu bývá naprosto věrný a loajální, takže většinou potřebuje jednoho dlouhodobého zaměstnavatele, ke kterému je po celý svůj profesní život loajální, a manžela/manželku, které/mu je po celý svůj manželský život věrný. Doslova nenávidí, když se k němu kdokoliv chová arogantně nebo povýšeně, takže často bývá nucen trávit čas o samotě.

## Charakteristika
Orientují se zejména na mezilidské vztahy a pevné svazky se svým nejbližším okolím. Jedná se o velmi citlivé a zásadové lidi, kteří často staví zájmy rodiny a přátel před své vlastní, takže se plně obětují rodině a zapomínají dost často na své ostatní potřeby. Doma se takový člověk projevuje jako vzorná (přecitlivělá plus naštěstí většinou dobrosrdečná) křehká hospodyně, či úředník poeta, který je od mládí tzv. vzorný hoch (chlap vzorňák slušňák).
Co se zaměstnání týká, nemají lidé typu ISFJ přehnané kariérní ambice (ten anebo ta, kdo je (většinou již od mládí) nezdravě ambiciózní (kariéristky a kariéristé), dostane většinou "více práce, méně peněz i ostatních benefitů") a už vůbec netouží po získání vysokých mocenských pozic. Realizovat se dobře mohou ve zdravotnictví anebo jako učitelé či poradci v oblasti mezilidských vztahů a zdraví. Často však zvolí péči o rodinu na plný úvazek, protože o ni mají největší starost, a to mimo jiné proto, že jsou v jádru křehcí a plašší (trémisti).
Protože je pro ně tolik důležité uznání od druhých, snadno se urazí. Jsou v mnoha ohledech úzkostní (bojí se nebezpečí, rizika, o zdraví, být středem pozornosti). Mají rádi, když někdo druhý převezme iniciativu a začne aktivně jednat. Často pak své okolí v dobré víře k nejrůznějším akcím až fanaticky/manipulativně přemlouvají a nutí.
Ačkoliv sami se v potírání nevhodného chování angažují jen výjimečně, schvalují tvrdé postupy druhých lidí v zájmu zachování spravedlnosti. Jim samotným chybí potřebná výbojnost a hlavně se nechají provinilcem obměkčit a jejich dobré srdce mu brzo odpustí.
Jejich smyslově-citové založení a estetické cítění z nich dělá vášnivé, případně až fanatické obdivovatele umění. Spíše obrazů, hudby a dekorací nežli literatury. Vyhledávají klasická „prvoplánovitě“ krásná díla. Moderna a extravagance není nic pro ně.
Jsou velmi skeptičtí k teoriím a možnostem, které nikde dosud neviděli fungovat. Úspěšnost měří pomocí viditelných a dokazatelných výsledků. Při dlouhodobých procesech vyžadují opakované ujišťování a průběžné vyhodnocování, které jim potvrdí, že jsou na správné cestě.
Mají úžasnou paměť na situace, osoby. Kdo co řekl, udělal a zdánlivě nesouvisející prvky jako například jaké při tom bylo počasí.

## Vztahy
ISFJ jsou oddaní svým vztahům. Mají velmi intenzivní po/city, což ostatním není vždy ihned zřejmé, protože mají sklon tyto věci držet uvnitř a nevyjadřovat je, pokud nemají opravdu dobrý důvod to udělat. Síla jejich citů staví jejich intimní vztahy na nejvyšší místo v žebříčku priority, s možnou výjimkou Boha. Hledají monogamní, celoživotní vztah a dá se spolehnout na to, že ve vztahu budou svému protějšku věrní a čestní.
Pro ISFJ je těžké opustit vztah, který je špatný, nebo akceptovat, že vztah je již u konce. Mají sklony všechnu vinu svalovat na sebe a přemýšlejí, co měli udělat jinak, aby vztah fungoval. Pokud neporušili žádný ze svých příslibů a plnili dobře své povinnosti, budou docela ztraceni a nebudou chápat, co udělali špatně, budou jen velmi těžko připouštět, že vztah skončil. Jsou to „pravověrní“ milenci a mohou dokonce zůstat věrní i svým zesnulým partnerům.
ISFJ mají sklony být velmi nezištní a stavět potřeby ostatních před své vlastní. Toto se může otočit proti nim, pokud se dostanou do situace, kdy je někdo využívá anebo dokonce zneužívá a nedokážou dát najevo své pocity. V takovýchto situacích by ISFJ mohl potlačit své emoce uvnitř a získat vůči ostatním silný pocit zlosti. ISFJ by měli raději pracovat na rozpoznávání svých potřeb a kladení důrazu na jejich naplňování, než aby vždy stavěli potřeby ostatních na první místo.
Sexuálně vidí ISFJ intimitu jako hmatatelný způsob upevnění pouta ve vztahu. Vidí v tom zároveň i cosi jako povinnost a pravděpodobně budou mít zájem spíše sloužit svému partnerovi, než aby jim šlo o vlastní uspokojení. Ačkoliv ISFJ nebývají příliš mnohomluvní ve vyjadřování své lásky a citů, pravděpodobně se pokusí je vyjádřit skrze své činy a budou si hluboce cenit pozitivní zpětné vazby, která se jim bude dostávat od partnera.
ISFJ jsou velmi vřelí a nesobečtí. Dávají ohromné množství energie a času do dělání toho, co cítí jako svou povinnost. Díky čemu se cítí nejlépe, je, když ostatní dávají najevo, že je uznávají. Následkem toho se dá říct, že nejlepší dárek, který partner může ISFJ dát, je vyjádření své lásky a uznání.
ISFJ mohou mít obtíže s konfliktními situacemi a daleko spíše by preferovali jednoduše zamést věci pod koberec. Někdy čelení konfliktní situaci pomůže ji vyřešit a ISFJ by si měli uvědomit, že konflikt není žádný konec světa a oni mohou vyjadřovat, jak to vidí ze své strany. Konfliktní situace nemusí být nezbytně „problémem“, kterého je třeba se zbavit, a ani to nemusí nezbytně být chyba ISFJ. Je to běžný problém pro ISFJ, že nevyjadřují své pocity, až dokud nejsou zahnáni do kouta za určitou mez, kdy vybuchnou v návalu hněvu a řeknou věci, kterých později litují. Tyto výbuchy mohou být redukovány, pokud se ISFJ naučí vyjadřovat své pocity pravidelněji, než aby je pořád potlačovali uvnitř sebe.
Obecně jsou ISFJ obvykle tradicionalisté a rodinně smýšlející jedinci, kteří staví pohodlí svých partnerů a rodin jako nejdůležitější prioritu v jejich životě. Jsou skvělí v poskytování zázemí pro každodenní potřeby a mají hlubokou dávku starostlivosti, což je velmi neobvyklé a nenachází se u většiny ostatních typů. Vysoce se zajímají o zdraví svých vztahů a budou pracovat i velmi tvrdě, aby šly věci hladce. Jsou to spolehliví a laskaví milenci.
Ačkoliv libovolní dva vyspělí lidé jakýchkoliv typů mohou mít krásný a zdravý vztah, přirozenými partnery pro ISFJ jsou ESTP nebo ESFP. Dominantní funkce ISFJ je introvertní smyslové vnímání a k němu se nejlépe hodí osobnost s extravertním smyslovým vnímáním.